# Baraboo (condado de Sauk, Wisconsin)
Baraboo es un pueblo ubicado en el condado de Sauk en el estado estadounidense de Wisconsin. En el Censo de 2010 tenía una población de 1.672 habitantes y una densidad poblacional de 20,37 personas por km².

## Geografía
Baraboo se encuentra ubicado en las coordenadas 43°27′8″N 89°46′49″O / 43.45222, -89.78028. Según la Oficina del Censo de los Estados Unidos, Baraboo tiene una superficie total de 82.08 km², de la cual 79.96 km² corresponden a tierra firme y (2.57%) 2.11 km² es agua.

## Demografía
Según el censo de 2010, había 1.672 personas residiendo en Baraboo. La densidad de población era de 20,37 hab./km². De los 1.672 habitantes, Baraboo estaba compuesto por el 96.11% blancos, el 0.54% eran afroamericanos, el 0.54% eran amerindios, el 0.66% eran asiáticos, el 0% eran isleños del Pacífico, el 1.32% eran de otras razas y el 0.84% pertenecían a dos o más razas. Del total de la población el 2.45% eran hispanos o latinos de cualquier raza.